# 温世珍

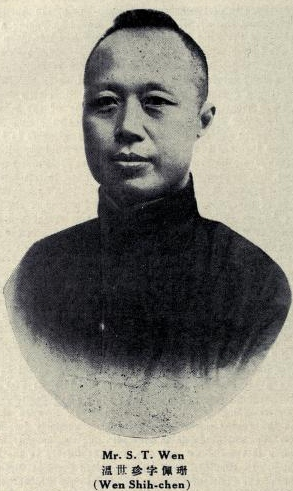
温世珍 (《中国名人录》第三版, 1925年)

温世珍（1877年—1951年7月10日） 字佩珊。直隷省天津府天津县人，中華民国政治家、外交官，北京政府時代外交官，後在中華民国臨時政府、汪精卫政权任要職。

## 生平

### 清末民初的活動
1898年，温世珍毕业于北洋水師学堂。此後，他赴英国留学。归国後入海军，在海军任职四年，任海军上尉。1902年，他入河南巡抚衙门任翻译。在河南，他还曾从事教育事业。1902年，他在开封成立了河南第一高等学堂与河南高等师范学堂。1906年，他转任两广总督衙门洋务文案。1907年，他改任两江总督衙门洋务文案，并担任该职较长时间。其间，他曾兼任江苏铁道总管。
中华民国成立后，温世珍任浙江都督外交顾问，1913年4月至1916年10月任北京政府外交部浙江特派交涉员，1914年他获得三等嘉禾章。1916年5月，他成为江西督军李纯的高等外交顾问。1917年8月，李纯成为江苏督军，温世珍也随他去江苏，任外交参事和顾问。1919年1月，他获四等文虎章，1920年6月又获得三等文虎章。1920年10月，他任金陵关監督。1920年11月，他兼任江苏外交交涉员。1921年，温世珍任外交部专员，同年冬至1922年初，他作为中国代表团名誉諮議出席了华盛顿会议。1922年3月，他获得二等大绶嘉禾章，1922年7月获二等宝光嘉禾章。
1923年3月，因对外交渉功績，温世珍获特命全权大使待遇。1923年10月，他获二等大绶宝光嘉禾章。1924年9月，江浙战争爆发，温世珍在直系的支持下，任上海交涉使、沪海关监督。同年，在第二次直奉战争中，直系被奉系击败，依靠直系的温世珍失去职务。但他获得奉系江蘇督办楊宇霆的青睐，遂投入其手下。国民革命军占领上海后，温世珍流亡日本，暂时从政界隐退。

### 投靠日本

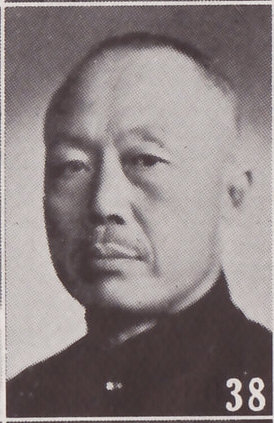
温世珍 (1940年左右)

中華民国臨時政府成立后的1938年1月，温世珍在日本支持下出任津海关監督兼河北省銀行監事、关税整理委員会委員長。他还兼任電业公司与電車公司董事長、新民会会長、水灾救济会会長、河北省銀行首席監査委員。
因温世珍在職期间表现突出，日本在天津的特务机关推荐他在不久的将来担任天津特別市市長。因此，当時的天津特別市市長潘毓桂同温世珍政争不断。1939年（民国28年），丧失天津地方人士和天津特务机关支持的潘毓桂辞去市長职务，温世珍继任市長。
汪精卫政权（南京国民政府）成立后，温世珍继续任天津特别市市長，并兼任華北防共委員会天津分会会長、天津市献銅献铁運動委員会委員長、華北政務委員会委員。1943年（民国32年）3月，他被免去天津市長职务。
1945年（民国34年）日本投降后，温世珍被蒋介石的国民政府以漢奸罪逮捕，并被判处死刑。但判决未执行，温世珍一直被关押在天津的监狱内。中国人民解放軍逼近天津的1948年（民国37年）温世珍被释放（同时被释放的还有原汪精卫政权駐日公使徐良）。1949年，中国人民解放军攻克天津，新成立的天津市人民政府再度以汉奸罪逮捕温世珍和徐良。
中華人民共和国成立後的1951年，温世珍在天津市河北区小王荘刑場被处决。享年75岁。

### 引用
1. ↑  徐友春主編『民国人物大辞典 増訂版』2072頁作生于1877年，卒于1951年。Who's Who in China 3rd ed.,p.854作生于1878年。
2. 1 2 3 4 5 6  Who's Who in China, 3rd ed. Shanghai: The China Weekly Review. 1925. p.854-855
3. 1 2 3 4 5 6 7  徐友春主編，民国人物大辞典 増訂版，2072頁。
4. 1 2 3 4 5  . 朝日新聞社. 1941.
5. ↑  以上据天津市河北区人民政府网站《潘毓桂出任天津偽市長的前前後後》。徐友春主編《民国人物大辞典　増訂版》2072頁作1938年温世珍就任天津市長；劉寿林等編《民国職官年表》1140頁作汪精卫政权成立後的1940年4月就任天津市長。《最新支那要人伝》作1939年就任天津市長。
6. 1 2 3  「中共、徐良氏ら逮捕」『朝日新聞』（東京）1949年2月14日、1面。
7. ↑  《昔日河北小王荘》，2011年2月21日。

### 书籍
- 徐友春主編. . 河北人民出版社. 2007. ISBN 978-7-202-03014-1.
- 潘毓桂出任天津偽市長的前前後後，天津市河北区政務網（天津市河北区人民政府网站），2007年4月17日
- 昔日河北小王荘，鳳凰網（原载 中老年時報），2011年2月21日 （页面存档备份，存于）
- 劉寿林等編. . 中華書局. 1995. ISBN 7-101-01320-1.
- . 朝日新聞社. 1941.
- Who's Who in China, 3rd ed. Shanghai: The China Weekly Review. 1925. p.854-855
- 「中共、徐良氏ら逮捕」『朝日新聞』（東京）1949年2月14日、1面。